# Claude Jorda
Claude Jorda (ur. 16 lutego 1938) – prawnik francuski.
Ma za sobą wieloletnią praktykę prawniczą, był m.in. głównym prokuratorem sądu apelacyjnego w Paryżu i Bordeaux; organizator współpracy prawniczej Francji z Chile, Gwatemalą, Wybrzeżem Kości Słoniowej, Kanadą, Egiptem i Algierią, dyrektor służby sędziowskiej przy Ministerstwie Sprawiedliwości.
W 1994 został sędzią Międzynarodowego Trybunału Karnego ds. Zbrodni w Byłej Jugosławii, w latach 1999–2003 był prezydentem tego Trybunału. Przyczynił się do rozwoju Trybunału, w szczególności do usprawnienia jego pracy. W lutym 2003 został wybrany na sędziego Międzynarodowego Trybunału Karnego (na kadencję 6-letnią). W sierpniu 2007 złożył rezygnację z mandatu sędziowskiego, motywując decyzję złym stanem zdrowia.
Specjalista praw człowieka i międzynarodowego prawa humanitarnego, autor wielu publikacji dotyczących głównie rozwoju prawa humanitarnego i problematyki ofiar.